# Fabriciola brevibranchiata
Fabriciola brevibranchiata är en ringmaskart som beskrevs av Fitzhugh 1992. Fabriciola brevibranchiata ingår i släktet Fabriciola och familjen Sabellidae. Inga underarter finns listade i Catalogue of Life.